# Иванцево (Талдомский городской округ)
Иванцево — деревня в Талдомском городском округе Московской области России. Население — 16 чел. (2010).
Расположена к западу от Талдома, на левом берегу реки Дубны. Ближайшие населённые пункты — деревни Веретьево, Стариково и на правом берегу Бережок и Зятьково.
До Талдома ведет сначала асфальтовая дорога, которая потом выходит на трассу Р112. Автобус до райцентра ходит через Стариково, расстояние до города по дороге — 15 километров.
В деревне находится Казанская церковь 1858 года постройки.

## История
По переписным книгам 1627—1628 годов деревня Иванцево при селе Веретье-Кутач на реке Дубне и речке Паз относится к вотчине Дмитровского Борисоглебского монастыря. При селе монастырский двор и Георгиевская церковь на погосте между речками Дубна и Паз. Примыкающие к селу деревни: Меледино на речке Паз, Иванцево и Кутач на Дубне, Стариково на Дубне и речке Пердошь, Горелуха, Юдино и Страшево на Дубне. Также починки: Власовский на реке Кунем-Вязье, Матюков, Михайлов, Ортёмово-Займище, Мытня-Зрихин, Мытня-Ольховичная, Грива, Жилин, Косяков, Мининский, Назимец, Поздичей, Усачёвский, Харкино, Хватков, Фурсов на Дубне, Яринский. Бывшие населённые пункты после польско-литовской интервенции (пустоши): Головинец на Сестре, Стрелка и Романцево на Дубне, Гридинская, Доронино, Легкоруково, Метково, Холм, Пронинская и Деренская по реке Кунем, Куничино-Раменье и Яковлевский починок, Баранов починок, Втыкилево, Зубарево, Корысть, Ларкино, Мелентьев починок, Овинище, Тихоновская, Жуково-Займище, Ольховик, Зобово, Гарево, Карпова, Кривовская, Климова, Обрамова, Короваевская на речке Пердошь, Ковригино, Костино, Лаврово, Пановка. И пустоши: Борок на Кунем и Кривец на Дубне.
Всего: сельцо и погост с церковью, 7 деревень, 21 починок, 35 пустошей. Итого: 26 дворов и 38 человек.
По переписным книгам 1678 года уже значится село Веретье с деревнями. Были из пустошей восстановлены деревни: Жуково-Займище, Кривец на ней была устроена мельница в 3 жернова, Ольховик на речке Ольховке, Зобово, Яринский починок (Яфимино), Легкоруково (Филиппово), Стрелка. Часть других пустошей были распаханы под пашни, часть получила новые названия. Всего: 80 дворов без учёта монастырского с 339 жителями.
После екатерининского указа 1764 года о секуляризационной реформе принадлежащие монастырю населённые пункты переходят в Государственную коллегию экономии.
Казенная деревня на р. Дубна. В 1862 году 13 дворов, 95 жителей. В 1890 году 141 житель.
В 1847—1858 годах постройка новой каменной Казанской иконы Божией Матери для Веретьевского прихода. Церковь имеет два придела — Георгиевский и Никольский. В советское время была закрыта. Около 2002 года начата реставрация церкви.
С 1994 по 2006 год деревня входила в Юдинский сельский округ, с 2006 по 2018 год — в состав сельского поселения Темповое Талдомского района.

## Население
| 1859 | 1890 | 1926 | 2002 | 2006 | 2010 |
| ---- | ---- | ---- | ---- | ---- | ---- |
| 95   | ↗141 | ↘112 | ↘45  | ↘23  | ↘16  |